# 佐藤可奈子
佐藤 可奈子（さとう かなこ、1987年5月22日 - ）は、日本の篤農家。株式会社雪の日舎代表取締役。新潟県農林水産審議会委員。十日町市農業委員。

## 概要
1987年5月22日、香川県高松市に生まれる。香川県立高松高等学校を卒業。2011年、立教大学法学部を卒業。2009年夏、在学中に新潟県十日町市池谷集落の農業体験に参加。2011年2月20日、卒業後に池谷集落に移住、就農。2013年夏、26歳で『移住女子発信フリーペーパーChuClu（ちゅくる）』を仲間たちと発行
。冬、農業女子ユニット「tsuchicoco」で女性用農作業着「NORAGI」を開発・販売。2014年5月、かなやんファームを設立。7月、十日町市農業委員に就任。津南ファーマーズ「ちゃーはん」をプロデュース。里山商品券付きムック本「feel field」を販売。『新潟日報』で「きぼうしゅうらく」の連載を開始。11月1日、結婚。『全国農業新聞』にて「一粒万倍」を連載中。2017年6月21日、平成29年度女性のチャレンジ賞を受賞2018年9月13日、株式会社雪の日舎を設立。

## 受賞
- 2017年、平成29年度女性のチャレンジ賞を受賞[14]。
- 2015年、毎日農業記録賞一般部門で最優秀賞を受賞[15]。

## 出演番組
- 出典[16]
- Nスタ（2017年1月31日）
- AbemaNewsチャンネル（2017年4月1日）[17][18]

## 関係記事
- にいがたイナカレッジ[19]
- さとナビ事務局[20]
- コモトビ[21]
- 輝く女性応援会議[22]
- MediaBox[23]
- NPO法人地域おこし[24]
- 【分校女子のいけたにっき】[25][26][27][28][29][30][31][32][33][34][35][36][37][38][39][40]
- Wasei[41]